# Ланин (вулкан)
Ланин (исп. Lanín) — конусообразный стратовулкан на границе Аргентины и Чили. Является частью двух национальных парков: Ланин в Аргентине и Вильяррика в Чили. Символ аргентинской провинции Неукен, изображён на её флаге и упоминается в её гимне. Хотя дата его последнего извержения не известна, по оценкам, оно имело место в течение последних 10 000 лет. После землетрясения в Вальпараисо в 1906 году местные газеты сообщили, что вулкан якобы извергался, однако эта новость была поставлена под сомнение.
Ланин лежит на Атлантико-Тихоокеанском водоразделе Анд. Согласно договору о границе 1881 года, по горе проходит государственная граница между Аргентиной и Чили.

## Галерея

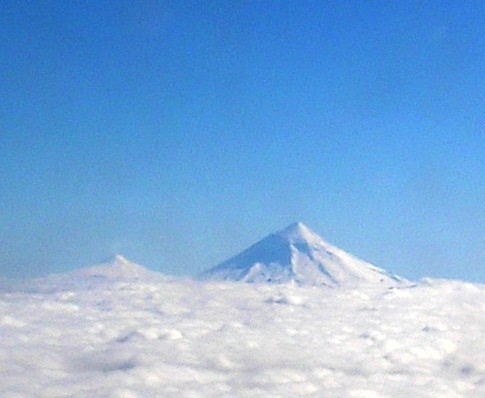
Вид на Ланин (на переднем плане) и вулкан Вильяррика.
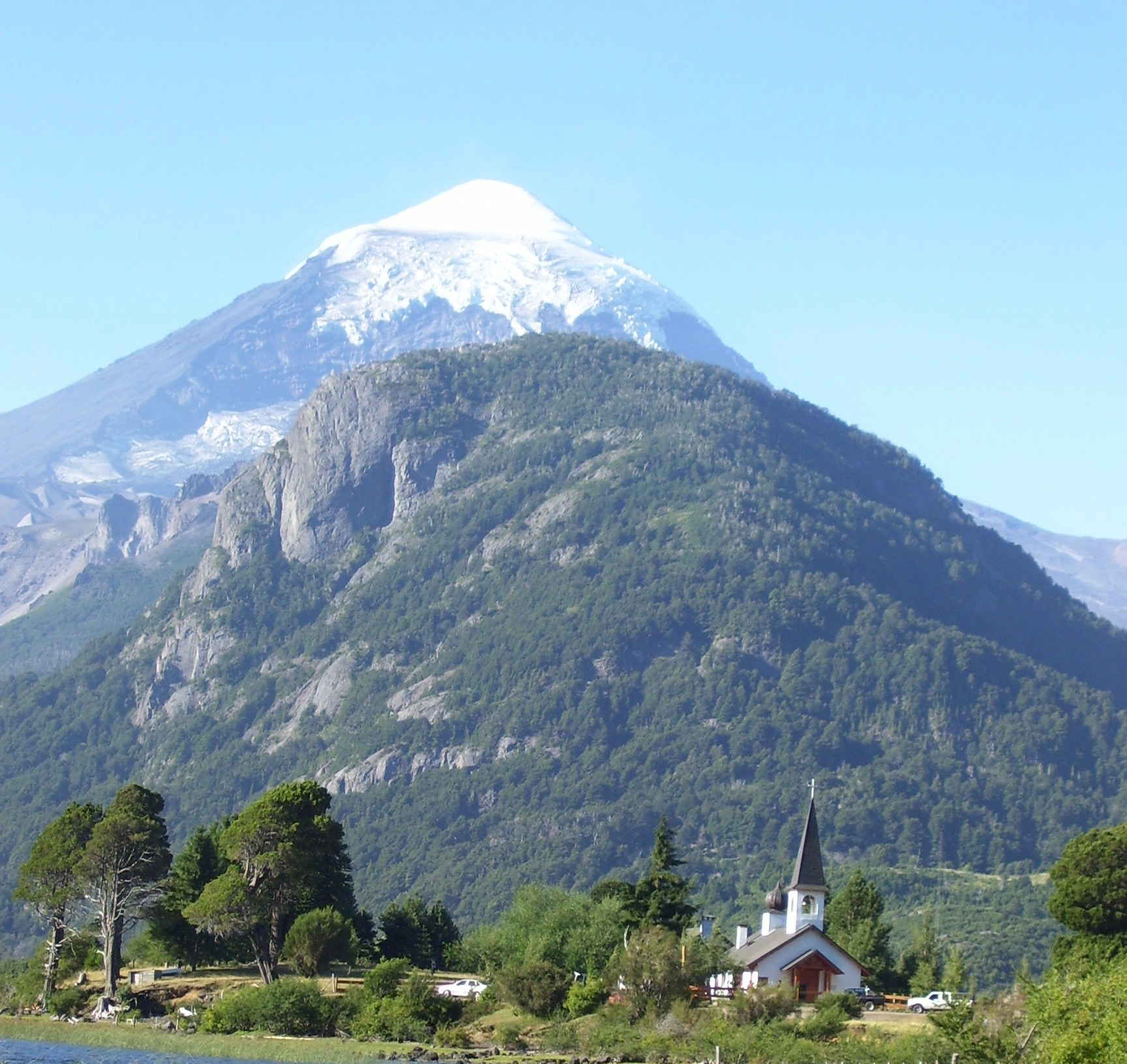
Вид от озера Паймун.
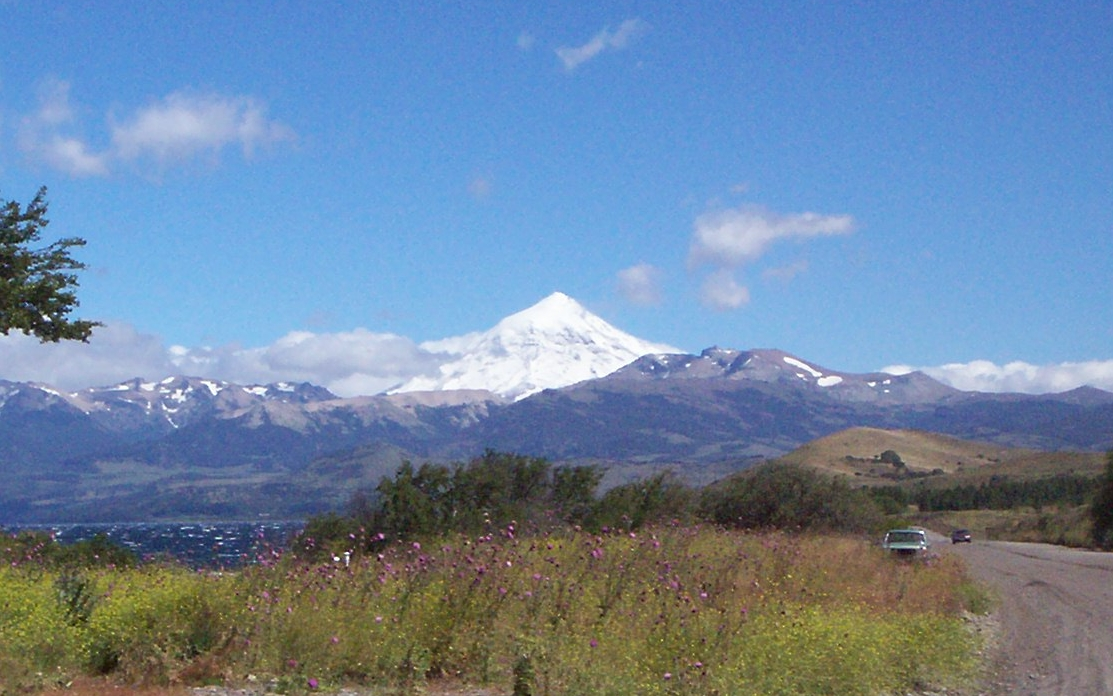
Вид от озера Уэчулафкен
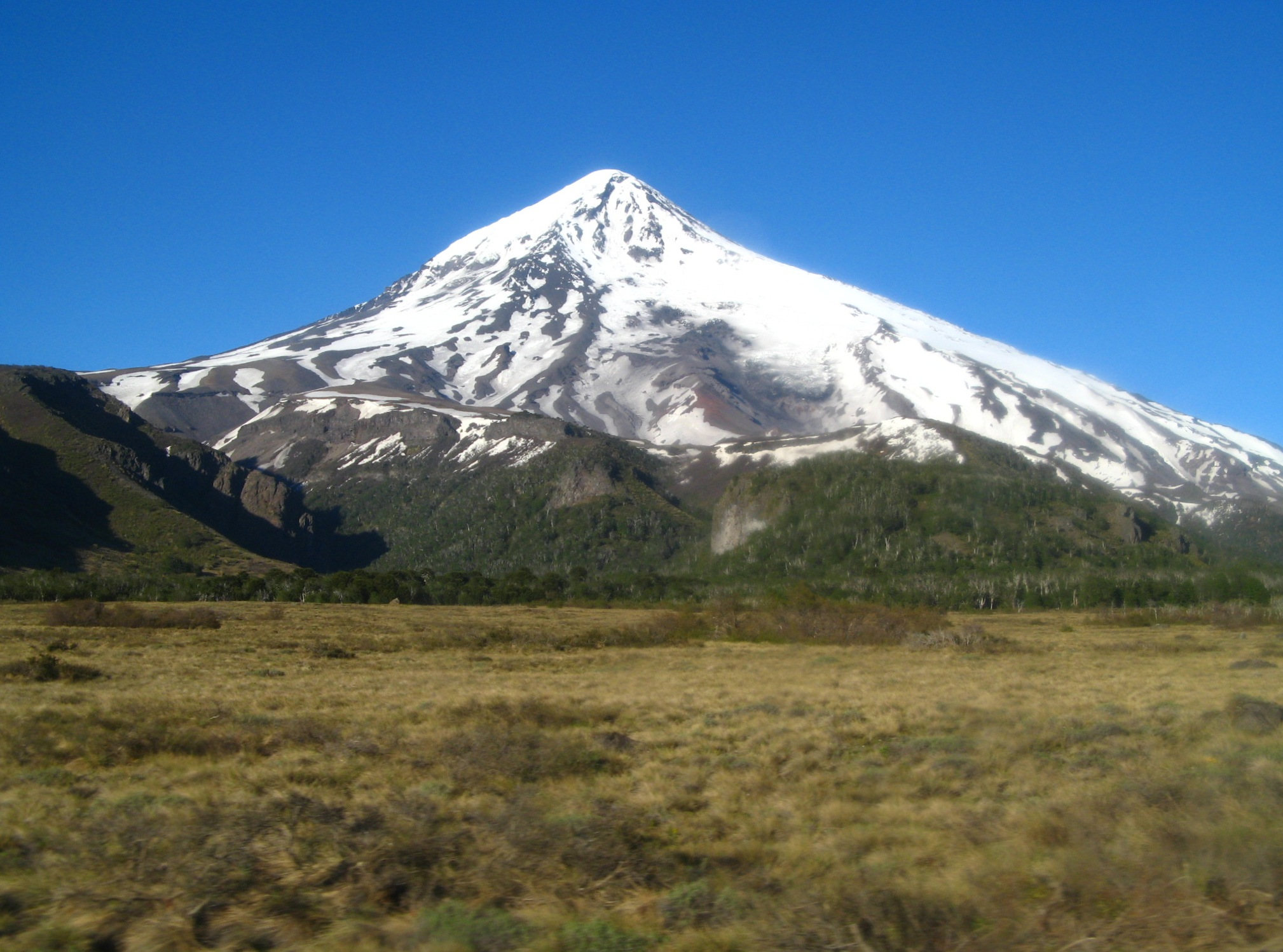
Вид с перевала Мамуил Малал.
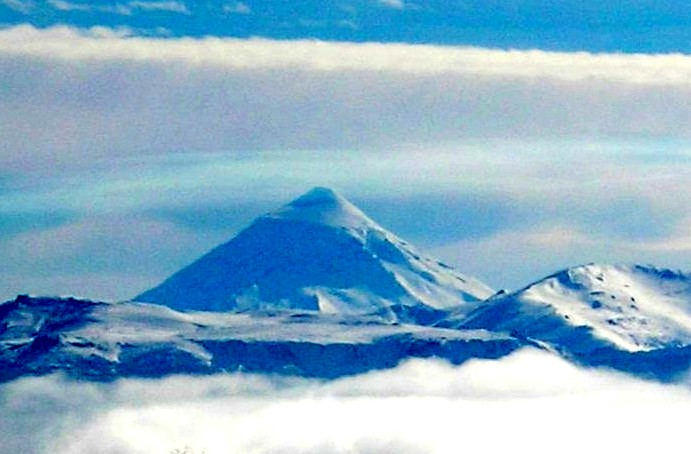
Вид с юга.
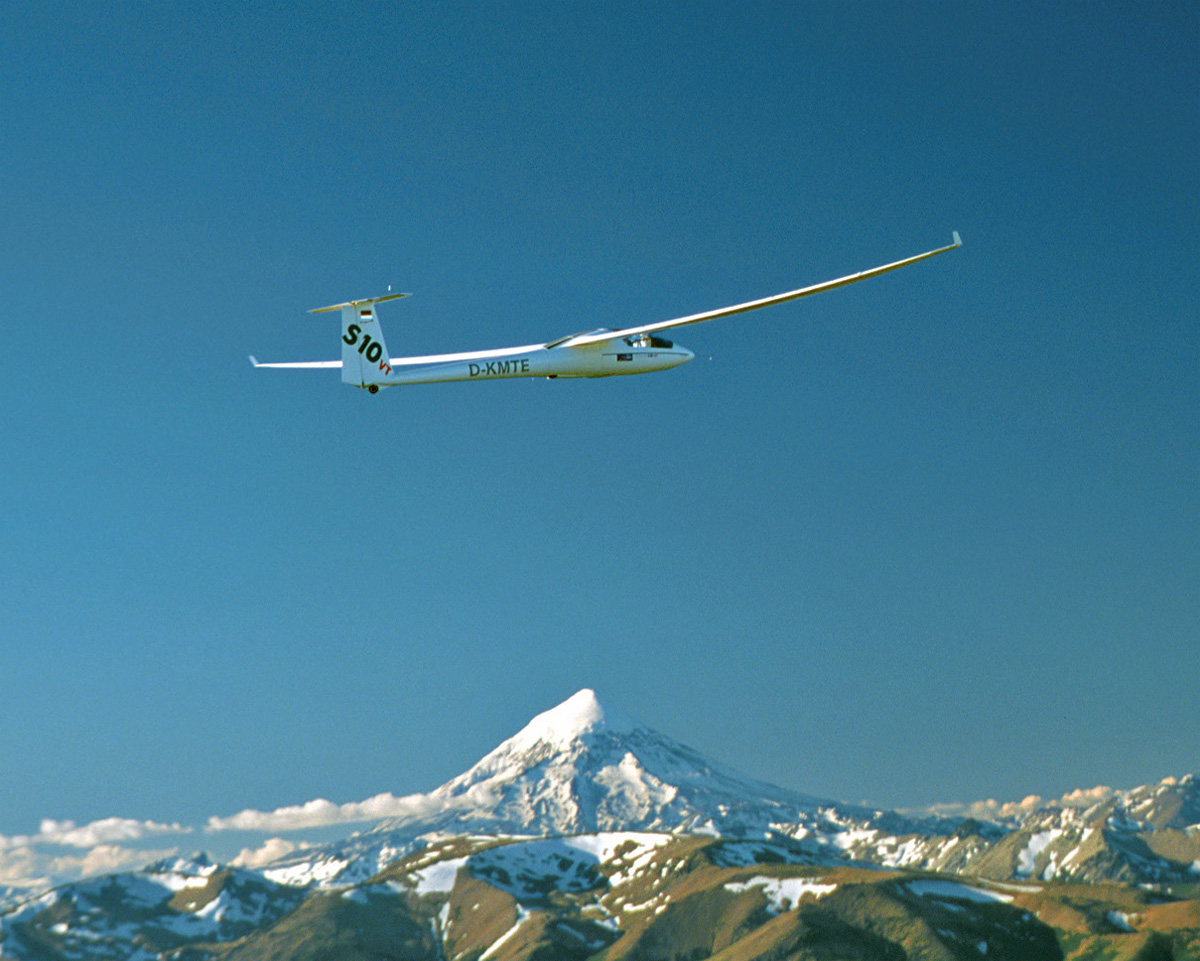
Вид с высоты птичьего полета.
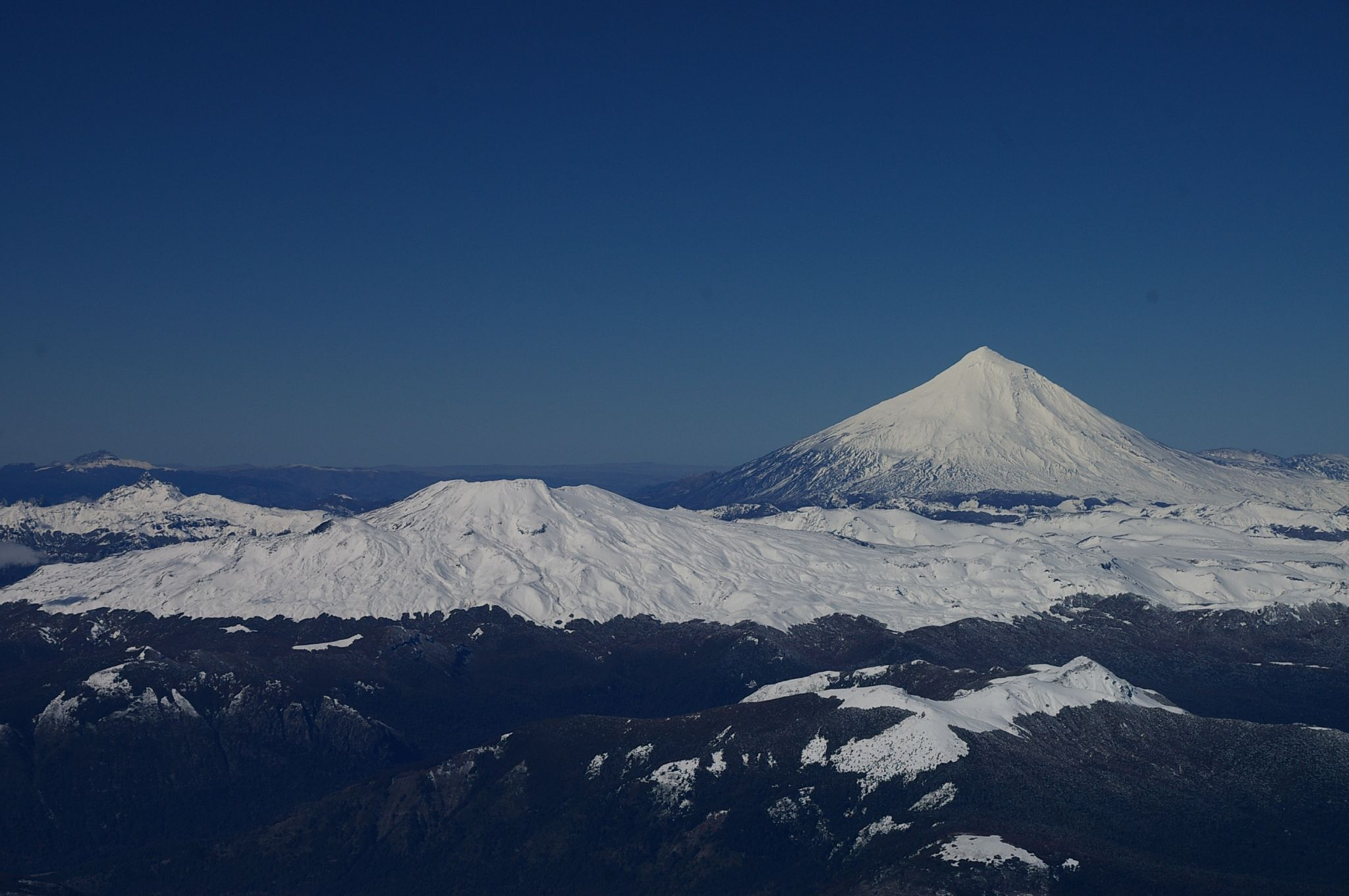
Вид на вулканы Кетрупильян и Ланин с вулкана Вильяррика.
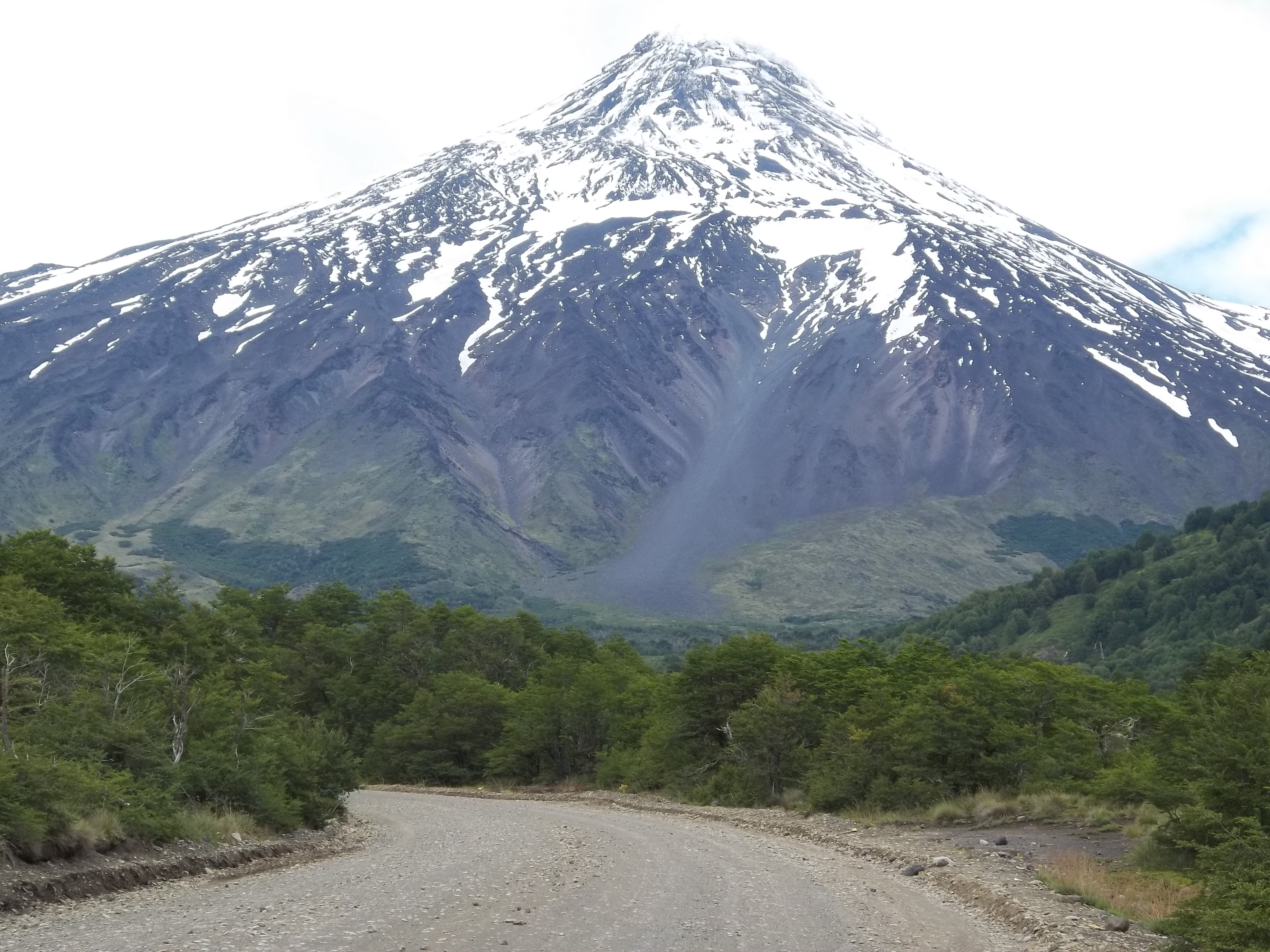
Вид с шоссе 199-CH.